# Henry de Lacy
Henry de Lacy (v. 19 décembre 1249 – 5 février 1311), 3e comte de Lincoln, est un puissant magnat, diplomate et commandant militaire anglais sous les règnes d'Édouard Ier et d'Édouard II. Petit-fils et héritier de la comtesse Marguerite de Quincy, Henry épouse pendant son enfance Marguerite de Longue-Épée, héritière du comte de Salisbury. Après le décès de sa grand-mère en 1266, il est placé quelque temps sous tutelle avant d'obtenir la pleine jouissance de ses biens et de ceux de son épouse. À la suite de la montée sur le trône d'Édouard Ier, le comte de Lincoln devient l'un de ses plus proches conseillers et l'assiste militairement dès ses premières campagnes militaires en Galles, en Écosse et en Aquitaine.
Henry de Lacy se distingue tout particulièrement lors de multiples ambassades qu'il conduit au nom du roi Édouard, au vu de son habileté diplomatique. Considéré comme l'un des plus respectés comtes d'Angleterre à la mort de son souverain en 1307, Lincoln ne tarde pas à entrer en conflit avec le nouveau roi Édouard II, qui s'attire les foudres de la noblesse en raison de son caractère frivole. En 1310, Henry obtient la nomination de vingt-et-un Seigneurs Ordonnateurs chargés de limiter les pouvoirs du roi et en devient le leader, de par sa nature consensuelle et son expérience politique sous le règne précédent. Il meurt l'année suivante et ses possessions reviennent à son gendre Thomas de Lancastre, époux de sa fille Alice.

## Biographie

### Origines, jeunesse et premier mariage
Henry est le seul fils du baron de Halton et de Pontefract Edmond de Lacy et de son épouse Alice de Saluces, fille aînée de Manfred III, marquis de Saluces. Henry succède aux titres de son père à son décès en 1258, mais ses domaines sont administrés par sa mère Alice jusqu'à ce qu'il atteigne sa majorité. À la suite de la mort de son père, Henry est l'héritier de sa grand-mère Marguerite de Quincy, suo jure comtesse de Lincoln. Cette dernière est l'une des plus puissantes femmes de la noblesse anglaise du XIIIe siècle : outre son comté de Lincoln qu'elle détient de son plein droit, elle a reçu à la mort de son second époux Gauthier le Maréchal en 1245 un tiers de l'héritage du puissant comté de Pembroke ainsi qu'une grande part des seigneuries de Leinster et de Kildare en Irlande. Entrée en conflit avec sa propre fille Mahaut de Lacy au sujet de l'héritage de Pembroke, Marguerite préfère que ce soit son petit-fils Henry qui lui succède dans ses vastes possessions.
Au début de 1257, Henry épouse Marguerite de Longue-Épée, l'unique héritière de Guillaume III de Longue-Épée. Ce dernier, mort au cours d'un tournoi à la fin de l'année précédente, a demandé sur son lit de mort à Marguerite de Quincy qu'elle accepte d'unir son petit-fils à sa fille Marguerite. La comtesse de Lincoln s'adresse alors au roi Henri III, qui donne son agrément à l'union d'Henry et de la jeune Marguerite, qui n'a guère plus de trois ans. Peu après ses noces, Marguerite est reçue par son beau-père Edmond de Lacy qui a la charge de protéger ses biens paternels. Lorsqu'Edmond meurt prématurément l'année suivante, la garde de l'héritière des Longue-Épée est confiée conjointement à Marguerite de Quincy et à sa bru Alice de Saluces. Les deux femmes ont également, à compter de 1261, la charge d'administrer le comté de Salisbury, dont Marguerite de Longue-Épée est devenue la titulaire à la mort de son arrière-grand-mère Ela de Salisbury.
En 1266, la comtesse de Lincoln meurt et Henry hérite de l'ensemble de ses titres et terres, qui sont toutefois placés sous la tutelle de sa mère en attendant sa majorité, puisqu'il n'est alors âgé que de 17 ans. Alice de Saluces se voit donc confiée la gestion d'un immense territoire, comprenant les comtés de Lincoln et de Salisbury ainsi que les baronnies de Pontefract et de Halton. Dès 1269, alors qu'il a environ 20 ans, le jeune comte de Lincoln est impliqué dans un différend avec John de Warenne, 6e comte de Surrey, au sujet d'une propriété foncière. La querelle entre les deux comtes n'est finalement réglée que par l'intervention du roi. Le 5 octobre 1272, Henry de Lacy est nommé gardien du château de Knaresborough et, le 13 du même mois, il est fait chevalier à l'occasion du mariage d'Edmond de Cornouailles avec sa tante Marguerite de Clare. Ainsi, au cours des derniers mois du règne d'Henri III, Henry est officiellement reconnu comme majeur et peut enfin disposer de l'ensemble de ses terres. En outre, sa mère Alice lui remet la garde du comté de Salisbury, qui appartient à son épouse Marguerite, celle-ci étant encore mineure.

### Début de carrière militaire et diplomatique sous le règne d'Édouard Ier
Quelques semaines après que ces nouvelles faveurs aient été accordées à Henry de Lacy, le roi Henri III meurt le 16 novembre 1272. Son fils aîné Édouard Ier lui succède immédiatement au trône. Le comte de Lincoln devient rapidement l'un des principaux hommes de main et amis du nouveau roi. Considéré par ce dernier comme un serviteur fiable et loyal, Lacy est dépêché au cours de son règne pour diverses missions diplomatiques et militaires. De ce fait, au cours de la première expédition d'Édouard Ier en Galles contre Llywelyn le Dernier, qui a lieu entre janvier et septembre 1277, Henry de Lacy participe aux opérations militaires et conquiert Bausley, situé dans le Montgomeryshire. Le traité d'Aberconwy met fin aux hostilités en novembre de la même année. En janvier 1278, Lincoln se rend dans le Brabant pour y négocier les fiançailles de Marguerite d'Angleterre, la fille du roi Édouard, avec Jean, fils et héritier du duc Jean Ier de Brabant. En mars 1278, il figure au sein de l'escorte du roi Alexandre III d'Écosse lors de sa visite en Angleterre. Assisté des évêques de Worcester et de Hereford et d'Edmond de Cornouailles, Lacy est nommé gardien du royaume le 27 avril 1279 par le roi, parti rendre visite en France au roi Philippe III le Hardi afin d'y conclure le traité d'Amiens, et conserve cette fonction jusqu'à son retour le 19 juin suivant.
Entre mai 1282 et juin 1283, le comte de Lincoln participe à la seconde campagne d'Édouard Ier en Galles, qui s'achève par la mort de Llywelyn et l'incorporation de la principauté dans le royaume d'Angleterre. En récompense de ses services, le roi lui concède le Denbighshire, au nord du pays de Galles. Pour sécuriser ses nouvelles possessions, Henry de Lacy entame la construction du château de Denbigh. De 1286 à 1289, Lincoln accompagne le roi Édouard lors de sa visite en Gascogne, et examine à cette occasion en 1287 les accusations de mauvaise gestion lancées par les locaux à l'encontre de l'ancien sénéchal Jean Ier de Grailly. De retour avec Édouard en Angleterre, Lacy est nommé en octobre 1289 membre d'une commission chargée de traiter des plaintes déposées contre les fonctionnaires royaux, qui visent plus d'un millier de personnes, dont Ralph de Hengham, juge en chef du banc de justice royal. En juin 1290, Lacy négocie au nom d'Édouard Ier avec le conseil de régence du royaume d'Écosse, réuni au nom de la jeune reine Marguerite Ire. Les discussions aboutissent à la signature du traité de Birgham le 18 juillet 1290, qui prévoit le mariage de la reine d'Écosse avec Édouard de Carnarvon, le seul fils et héritier du roi d'Angleterre. La mort de la souveraine d'Écosse en septembre de la même année met cependant fin au projet d'union des royaumes d'Angleterre et d'Écosse. En dépit de ce revers, Édouard Ier renvoie Lincoln en Écosse l'année suivante pour qu'il examine les revendications des prétendants au trône lors de la crise de succession écossaise, finalement résolue par l'intervention personnelle du roi d'Angleterre en novembre 1292.
Cette même année, Henry se porte garant de la paix entre les comtes de Gloucester et de Hereford au cours d'un différend qui les oppose dans les Marches galloises. Au mois de mai 1294, il accompagne Edmond de Lancastre en France afin d'y préparer la résolution des tensions concernant le duché d'Aquitaine. Les négociations échouent, puisque le roi de France Philippe IV le Bel prononce la confiscation du fief anglais et monte sur pied une campagne chargée de se saisir de l'Aquitaine. De retour en précipitation en Angleterre pour y informer le roi Édouard de la situation alarmante, Lincoln est chargé par le roi de rassembler des troupes pour aller repousser les incursions françaises en Gascogne. Alors qu'il s'apprête à embarquer à Portsmouth, Lacy est informé en septembre 1294 du soulèvement de Madog ap Llywelyn en Galles. En conséquence, le comte détourne ses troupes vers le nord de la principauté pour y écraser la rébellion. En novembre de la même année, il est attaqué par surprise par des Gallois alors qu'il se rend vers Denbigh. Les combats en Galles persistent jusqu'au printemps 1295, lorsque la rébellion est définitivement réprimée par les comtes de Lincoln et de Gloucester.

### Lieutenance en France, campagnes en Écosse et nouvelles ambassades
Le 3 décembre 1295, le roi Édouard désigne le comte de Lincoln comme son lieutenant en Aquitaine, poste que ce dernier occupera jusqu'au printemps 1298. Le 14 janvier 1296, Lacy part de Plymouth avec le comte de Lancastre et un détachement militaire composé essentiellement de fantassins, avec pour destination la Gascogne. Au cours de leur traversée, les deux comtes pillent la pointe Saint-Mathieu, située près de Brest, avant d'atteindre Bourg et Blaye dans l'estuaire de la Gironde. Ils marchent sans succès contre la ville de Bordeaux, qui est sous occupation française. L'attaque de Lincoln contre Saint-Macaire échoue également lorsque le comte Robert II d'Artois vient soulager la ville assiégée. Après la mort de Lancastre le 5 juin 1296, Henry de Lacy prend la tête de l'armée anglaise en Aquitaine et est confirmé comme lieutenant du roi. Avant de retourner à Bourg, Lacy parvient à repousser une attaque de Robert d'Artois. Il assiège ensuite Dax pendant sept semaines en juillet et en août, puis doit se retirer à Bayonne. En janvier 1297, les habitants de Bonnegarde, assiégés par les troupes françaises, lui demandent de leur venir en aide. Lacy accourt à leur rescousse, mais est pris en embuscade par Robert d'Artois lors de la bataille de Bonnegarde, au cours de laquelle le sénéchal John de St John est capturé et les Anglais subissent de lourdes pertes. Lincoln doit une nouvelle fois se retirer à Bayonne. Au cours de l'été suivant, il entreprend un raid de pillage jusqu'à Toulouse, qui porte ses fruits, avant de s'en retourner à Bayonne à la fin du mois de septembre. Henry de Lacy demeure à Bayonne jusqu'à la Noël de 1297, avant de rembarquer pour l'Angleterre à Pâques de 1298 et d'être remplacé dans ses fonctions par Guy Ferre. Néanmoins, dès le 15 mai 1298, le roi Édouard Ier le charge de négocier le mariage de l'héritier du trône Édouard de Carnarvon avec la princesse Isabelle de France, fille de Philippe IV, qui doit mettre un terme à la guerre entre les deux royaumes.
Au cours de la même année 1298, Lincoln jure aux comtes de Hereford et de Norfolk que le roi Édouard est prêt à se conformer à la Magna Carta si ses vassaux l'accompagnent dans ses offensives en Écosse, initiées en mars 1296. En juillet 1298, Henry de Lacy participe à l'écrasante victoire anglaise de Falkirk, qui scelle la fin de l'insurrection du chef militaire écossais William Wallace et offre le trône d'Écosse à Édouard Ier. En guise de remerciement, le roi lui confie Renfrew et d'autres biens appartenant au rebelle James Stewart. En juillet 1299, le roi convoque Lacy au conseil qu'il tient à York et, le 12 septembre suivant, le convie à son mariage avec Marguerite, sœur du roi France, à Canterbury, qui scelle une trêve provisoire en Aquitaine. À l'été 1300, Lincoln participe de nouveau à la campagne royale en Écosse, qui contribue à la capitulation du château de Caerlaverock, assiégé en juillet. En novembre 1300, il préside avec Hugues le Despenser la délégation envoyée à Rome pour fournir des explications au pape Boniface VIII au sujet de la politique anglaise conduite en Écosse. En mars 1301, Lacy est ordonné d'accompagner le prince Édouard de Carnarvon, tout juste créé prince de Galles, lors de sa propre campagne en Écosse l'été suivant, et se rend dans le Galloway aux mois de septembre et octobre de la même année. Au cours des deux années suivantes, il négocie longuement la paix avec la France, jusqu'à ce que le traité de Paris soit signé le 20 mai 1303. En juin de la même année, Lincoln part pour l'Aquitaine avec Othon de Grandson et le comte Amédée V de Savoie pour reprendre contrôle du duché au nom du roi d'Angleterre. Il y réorganise l'administration anglaise locale et ne rentre en Angleterre qu'à la fin de 1304 ou au début de 1305. Le 16 septembre 1305, le Parlement tenu à Westminster lui confie la double mission d'assurer la paix en Écosse et de répondre aux pétitions en provenance de Gascogne. Le 15 octobre suivant, il part avec Othon de Grandson et Walter Langton rendre visite au pape Clément V pour obtenir la suspension de l'archevêque Robert Winchelsey. Le 16 février 1306, il fait son retour à Londres et est reçu publiquement par le maire. Il accompagne ensuite le prince de Galles en Écosse lors de la nouvelle expédition de juin 1306. En janvier 1307, Lincoln est chargé de présider l'ouverture du Parlement à Carlisle. À l'été 1307, il est aux côtés du roi Édouard Ier lors de son ultime offensive en Écosse, interrompue par sa mort le 7 juillet à Burgh by Sands.

### Rôle au début du règne d'Édouard II et mort
À la mort d'Édouard Ier, Henry de Lacy est le plus âgé de tous les comtes du royaume d'Angleterre, ce qui, au vu de son expérience, lui permet d'avoir une grande influence sur son successeur Édouard II lors des premières semaines de son règne. Lincoln assiste le nouveau monarque lorsque ce dernier se rend dans le sud de l'Écosse pour y recevoir l'hommage de ses partisans. Il acquiesce également à l'élévation de Pierre Gaveston, le favori du roi, au titre de comte de Cornouailles le 6 août 1307. Il devient pourtant rapidement hostile à Gaveston et est l'un des quatre comtes qui signent le 31 janvier 1308 l'agrément de Boulogne, un document critiquant implicitement le rôle trop important du favori au sein de l'administration et promettant de protéger tant la couronne que le roi de tout abus. En dépit de sa présence au mariage du roi avec la princesse Isabelle de France le 25 janvier puis à son couronnement le 25 février suivant, Lacy prend une part importante au cours des réunions du Parlement aux mois de mars et avril pour réclamer une réforme des pouvoirs royaux ainsi que la mise à l'écart du favori. Acculé par le comte de Lincoln, qui insiste sur la clause de la « doctrine des capacités » qui signifie que les sujets du royaume doivent leur allégeance davantage à l'institution de la couronne qu'à la personne du roi, Édouard II consent avec réticence au bannissement de Gaveston le 18 mai 1308. Au cours des mois suivants, Lincoln redevient l'un des principaux conseillers du roi et reste à la cour, malgré le retour d'exil de Gaveston en juin 1309. Ce dernier devient de plus en plus arrogant envers les magnats du royaume et surnomme notamment Henry de Lacy « Monsieur Panse-Crevée », sans doute en raison de son impotence.
Le comportement de Gaveston irrite le comte de Lincoln, tout comme son gendre Thomas de Lancastre – auquel il a fait épouser sa fille et héritière Alice en 1294 – qui, bien qu'étant le neveu d'Édouard Ier et donc le cousin du roi, est devenu un opposant farouche au favori, dont il s'est opposé au rappel d'exil. Rejoints par les principaux comtes et barons du royaume, Lincoln et Lancastre imposent à Édouard II le 16 mars 1310 la formation d'un comité de 21 seigneurs chargés de préparer des Ordonnances afin de réformer le gouvernement royal. Les discussions concernant les mesures à adopter s'éternisent, ce qui incite Édouard II à partir dès septembre 1310 avec Gaveston pour l'Écosse, où il tente de briser l'insurrection menée par Robert Bruce. Toutefois, pendant ce temps, Henry de Lacy semble se désintéresser des affaires politiques de l'Angleterre. Veuf au cours de l'année 1309 de son épouse Marguerite de Longue-Épée, le comte convole en secondes noces avec Joan Martin le 16 juin 1310 : bien qu'il ait alors plus de 60 ans, il semble s'être inquiété de sa succession puisque les deux fils qu'il a eus de sa première union sont morts et que sa fille Alice est déjà comtesse de Lancastre, de Leicester et de Derby par son mariage avec le comte Thomas. Réconcilié avec le roi à York en octobre 1310, Lincoln laisse la charge à Lancastre de préparer la rédaction des Ordonnances et se retire à Kingston dans le Dorset pour y passer Noël. De retour dans le quartier de Holborn à Londres, il meurt dans sa résidence Lincoln's Inn le 5 février 1311. Inhumé le 28 février suivant dans la cathédrale Saint-Paul, il est remplacé dans ses titres et possessions par son gendre Thomas de Lancastre sous l'égide duquel le conflit de l'opposition baronniale avec le roi Édouard II s'intensifie. Quant à sa veuve Joan Martin, elle se remarie dès l'année suivante avec le baron Nicholas Audley.